# Prince of Persia
Cet article concerne la série Prince of Persia. Pour le premier jeu de la série, voir Prince of Persia (jeu vidéo, 1989). Pour le jeu de 2008, voir Prince of Persia (jeu vidéo, 2008).
Prince of Persia est une série de jeux vidéo d'action/plates-formes commencée en 1989 avec Prince of Persia, développé par Jordan Mechner pour Brøderbund. Avec le succès du jeu, Brøderbund produit une suite qui paraît en 1993, puis Red Orb Entertainment développe le premier opus en 3D qui sort en 1999 mais qui reçoit de mauvaises critiques. En 2003, alors que la licence est destinée à être abandonnée, Ubisoft et son studio de Montréal sortent Prince of Persia : Les Sables du Temps qui connaît un fort succès, notamment sur consoles de salon. Ce jeu ouvre la voie à la trilogie dite des « Sables du temps » développée sous la direction de Yannis Mallat. D'autres jeux suivront par la suite, le dernier jeu majeur étant Prince of Persia : Les Sables oubliés (2010).
En avril 2008, Ubisoft affirme que la série s'est vendue à plus de 20 millions d'exemplaires. En 2010, une superproduction hollywoodienne intitulée Prince of Persia : Les Sables du temps de Walt Disney Pictures, réalisée par Mike Newell, sort au cinéma.

## Système de jeu
Le joueur dirige un prince (parfois appelé Prince, à la manière d'un nom, mais dans le film, son nom est Dastan) qui doit progresser dans un château avec quelques passages ponctuels en extérieur.
La série Prince of Persia se présente sous la forme de jeux d'action-aventure mêlés à de la plate-forme. Typiquement, le Prince arrive dans une partie du château, et doit se défaire des ennemis, trouver la sortie, éviter les pièges (précipices et pals), résoudre les énigmes (il s'agit généralement de mécanismes à activer) et atteindre la sortie en utilisant sa panoplie de mouvements (principalement des sauts et des déplacements en suspension). D'une manière générale, le gameplay de la série sera tantôt plus orienté action (l'Âme du guerrier), tantôt basé sur la plate-forme (Prince of Persia, les Sables du Temps).
Le temps tient une place particulière dans la série : dans l'épisode original, le joueur doit sauver la princesse en moins d'une heure ; dans la trilogie Les Sables du Temps, ceux-ci occupent une place centrale dans le scénario et dans le gameplay, ils permettent au joueur de revenir quelques secondes dans le passé, permettant par exemple de retenter un saut raté ayant été fatal au prince. Ce système de retour dans le temps n'est pas repris dans le nouvel épisode sorti fin 2008.

## Univers
La série se déroule dans une Perse empreinte de légendes et de magie, à une époque reculée mais non déterminée. Les différents développeurs au cours du temps disent s'être inspirés des contes de la littérature arabe et persane, et notamment des fameux contes des Mille et Une Nuits.

## Historique

### Création et premières suites (1989-2000)

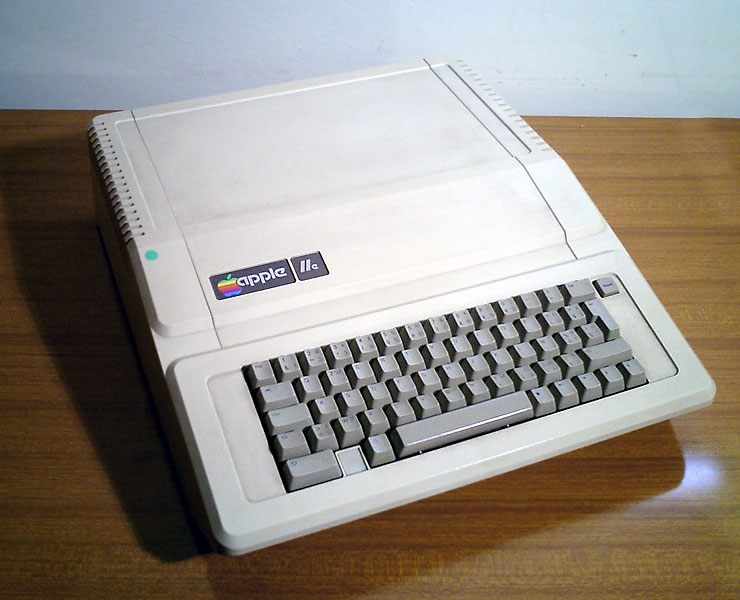
Apple IIe

La version originale de Prince of Persia est développée par le jeune programmeur Jordan Mechner qui s'occupe seul du gameplay, du graphisme et de la programmation. Son père l'aide en composant les musiques et son jeune frère sert de modèle pour l'animation du personnage; Edward Badasov puis Brian Eheler occupent le poste de chef de produit. Mechner programme des jeux vidéo depuis déjà plusieurs années sur Apple II; après un Karateka en 1984 qui avait reçu un très bon accueil, Brøderbund passe un contrat avec lui pour un deuxième jeu. Mechner commence le développement mi-1985 puis le suspend durant le second semestre 1987; il reprend le projet et l'achève en 1988-1989. Il s'agit d'un jeu d'action-aventure en progression écran par écran qui se déroule dans un univers inspiré des contes des Mille et Une Nuits. Le personnage doit éviter les pièges, combattre les gardes et résoudre les énigmes pour rejoindre la sortie afin de délivrer la princesse prisonnière, le tout en un temps limité. À sa sortie aux États-Unis au second semestre 1989, le marché de l'Apple II a fortement baissé, de nombreuses conversions sont alors lancées. Tout d'abord sur les micro-ordinateurs Amiga et DOS/Compatible PC, sur les Atari ST et Amstrad CPC pour le marché européen et sur les FM Towns et PC-98 pour le Japon. Mais le jeu connaîtra réellement le succès sur les consoles de jeu, dont le marché est en forte progression. En 1992, sortent des portages sur Game Boy, Master System, Game Gear, Mega-CD, NES et Super Nintendo. Brøderbund et Mechner autorisent plusieurs éditeurs à produire leurs propres versions, et en tout, seize portages (de qualité très variable) sont distribués de 1990 à 1993. Le jeu est novateur et abouti sur bien des aspects : on y trouve une animation très fluide et détaillée du personnage, jointe à un comportement et des aptitudes physiques réalistes, l'utilisation de la barre de vie (encore rare à cette époque), un temps limité pour achever l'aventure, l'utilisation de cinématiques rudimentaires, ou encore l'absence de tout score. Il reçoit de très bonnes critiques dans la presse spécialisée, et finit par se vendre à 2 millions d'exemplaires.

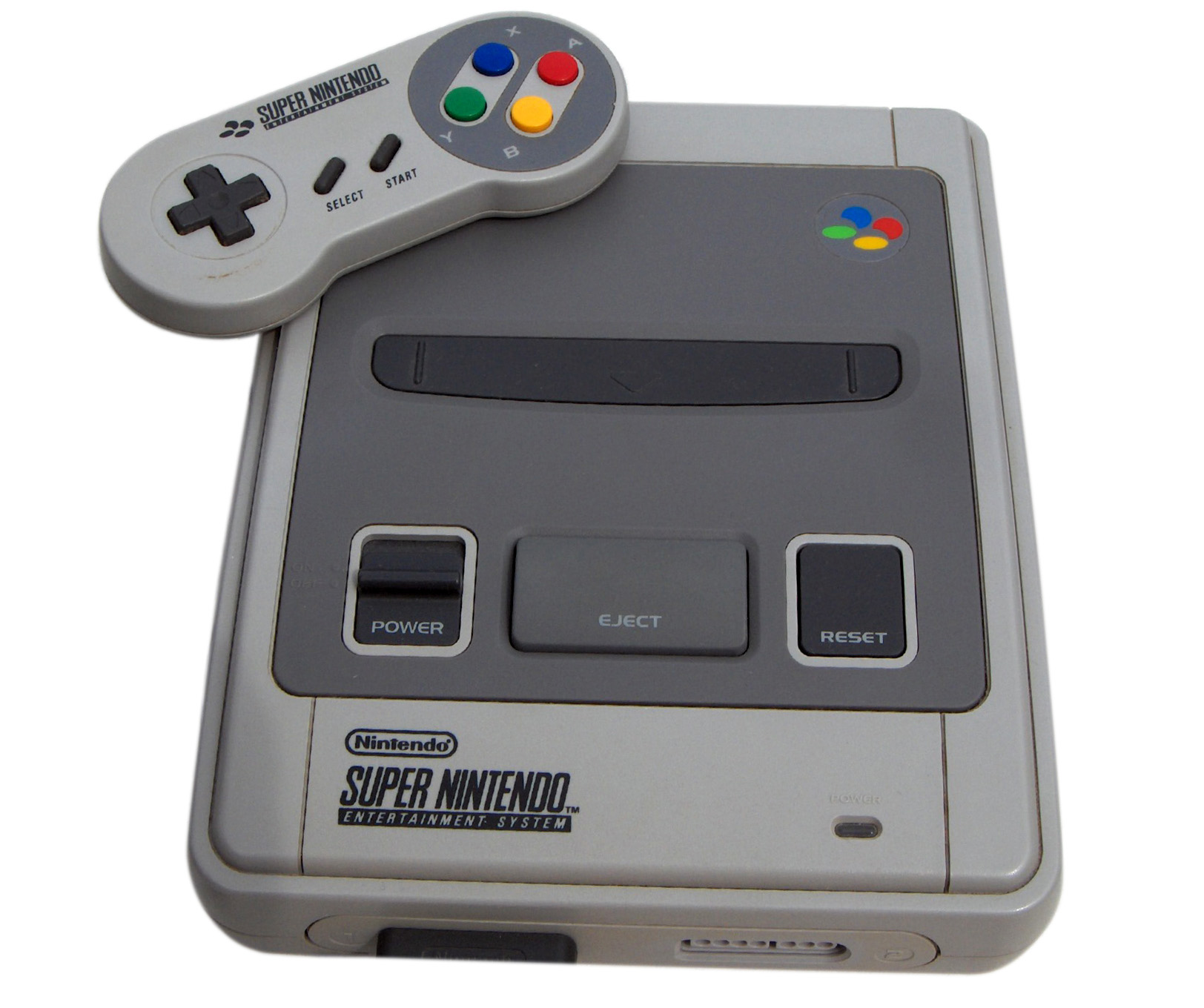
Super Nintendo avec sa manette

Avec ce succès, Brøderbund décide en 1992 de créer une suite. Sur une idée originale, un scénario et une architecture des niveaux de Jordan Mechner, Brian Eheler supervise le développement du produit, auquel prend part Lance Groody (programmation) et Leila Joslyn (direction artistique) qui ont précédemment travaillé sur le portage DOS/Compatible PC. Le jeu reprend le gameplay de Prince of Persia et propose un graphisme, une jouabilité et un environnement sonore bien plus aboutis. Prince of Persia 2: The Shadow and the Flame sort en 1993 sur Macintosh et DOS. Il reçoit un très bon accueil critique, et trouve son public. Le jeu est porté sur Super Nintendo par Titus Software en 1996. Le graphisme est supérieur, mais plusieurs éléments sonores sont supprimés.
En juin 1998, l'américain The Learning Company achète Brøderbund qui connaît des problèmes financiers depuis 3 ans, puis en décembre 1998, il est à son tour acheté en partie par le groupe américain Mattel. Cette opération et sa gestion dans les mois qui suivent font perdre beaucoup d'argent à Mattel. Le développement d'un troisième épisode est alors confié à Red Orb Entertainment, une ancienne division de Brøderbund. Intitulé Prince of Persia 3D, il sort sur Microsoft Windows en septembre 1999, et est édité par The Learning Company en septembre en Amérique du Nord et en octobre en Europe. Il est réalisé entièrement en 3D avec le moteur NetImmerse et se place dans la lignée des précédents épisodes : il présente une animation détaillée du personnage, un scénario travaillé avec une trame romantique, des énigmes et des pièges. Mais en raison de difficultés financières, le jeu est distribué avant d'être passé par l'étape finale de détection des bugs et de correction des stages, le produit souffre alors de nombreux bugs et problèmes de caméra et de jouabilité. Il est assez mal reçu par la critique. Le studio indépendant Avalanche Software, habitué des portages, est chargé de développer une version pour Dreamcast. Intitulée Prince of Persia: Arabian Nights, elle est éditée par Mattel Interactive en décembre 2000 uniquement en Amérique du Nord. Cette version corrige les bugs les plus importants et améliore en partie les contrôles mais souffre toujours de problèmes de caméra, et est elle aussi assez mal reçue.
En 2000, à la suite de plusieurs acquisitions, Mattel connaît de graves problèmes financiers et cherche à se séparer au moins en partie de The Learning Company. En septembre, il cède The Learning Company à Gores Technology Group. Ce groupe spécialisé dans la vente d'entreprises en difficulté, divise la société en trois sections : un pôle divertissements et jeux, une section centrée sur les logiciels éducatifs qui garde le nom de The Learning Company, et Brøderbund qui regroupe les logiciels domestiques.

### Les Sables du Temps(2001-2010)
En mars 2001, le groupe français Ubisoft achète la section divertissement de The Learning Company et acquiert ainsi les droits de la licence Prince of Persia (ainsi que plusieurs anciennes licences de Brøderbund, dont Myst). Un projet est rapidement mis en route puisque dès mai 2001, les premières réunions à propos d'un nouveau jeu se déroulent dans les studios d'Ubisoft Montréal. Les choses s'accélèrent lorsque Jordan Mechner prend connaissance de la maquette en juillet et se montre très enthousiaste. Le producteur du jeu résume : « Une fois la phase de conception terminée plusieurs AVI réalisés, montrant comment le Prince pouvait bouger et interagir avec son environnement, nous avons commencé la phase d’étude technique du moteur. Après avoir sélectionné le bon moteur, nous avons formé l’équipe sur la technologie adoptée pour qu’elle se lance dans la pré-production. » De mai à septembre, sept personnes travaillent sur le projet, par la suite, le projet prendra plus d'importance au sein du groupe et de nombreuses personnes prendront part à la réalisation, dont Mechner. Intitulé Prince of Persia : Les Sables du Temps, le jeu sort en novembre 2003 en Amérique du Nord et en Europe sur les trois consoles de salon leaders de la sixième génération ; les premières versions japonaises sortent en février 2004.
Avec le succès du jeu, Ubisoft annonce rapidement une suite, et c'est en décembre 2004 que sort Prince of Persia : L'Âme du guerrier. Le jeu est produit par Bertrand Hélias et supervisé par Yannis Mallat (executive producer); Jean-Christophe Guyot dirige la partie création (creative director). Il reprend les principales mécaniques de l'opus précédent, mais se veut plus mûr. Il est plus orienté action, l'ambiance est plus sombre et bien plus violente. Le jeu propose une difficulté supérieure, un système de combat revu et des musiques type Metal. Le jeu est globalement bien reçu par la critique grâce à des mécaniques de jeu efficaces et un level design inspiré, mais cette nouvelle direction ne fait pas l'unanimité,. Cette fois-ci, Jordan Mechner ne participe pas au développement, il commente en 2005 : « Je n'apprécie pas les choix artistiques, ni la violence qui lui valut la catégorie M [Mature, 17+]. L'histoire, les personnages, les dialogues, le doublage des personnages et le style visuel n'étaient pas de mon goût. » Le jeu se vend bien puisqu'il atteint les 1,8 million d'exemplaires vendus en deux semaines.
La trilogie s'achève en décembre 2005 avec Prince of Persia : Les Deux Royaumes. La conception du projet est réalisée au studio d'Ubisoft Casablanca, ainsi qu'une partie de la pré-production. Le jeu passe d'un environnement fermé à un environnement extérieur : la ville de Babylone. Le prince bénéficie désormais d'une ceinture pour combattre et faire des actions d'infiltrations, des courses de chars sont réalisés dans la ville de Babylone. Le projet est ensuite rapatrié au Canada pour la production. Le projet est ensuite produit par Ben Mattes et supervisé une fois de plus par Yannis Mallat (executive producer); Kevin Guillemette dirige le game design. Une fois de plus, le jeu reprend les mêmes mécaniques mais diversifie le gameplay grâce à plusieurs ajouts : des passages stressants avec le Prince de l'ombre, des séquences de course en véhicule et l'intégration de déplacements furtifs qui permettent de vaincre les ennemis en un coup par l'intermédiaire d'actions contextuelles. Le jeu est bien reçu par la critique, qui apprécie particulièrement la richesse du gameplay, l'esthétique et le level design,. Le jeu s'écoule à 1,5 million d'exemplaires en une semaine.
Entre 2005 et 2007, Ubisoft capitalise sur la licence. En décembre 2005, il sort deux jeux : un portage de l'Âme du guerrier sur PlayStation Portable (PSP) sous le titre de Prince of Persia: Revelations, mais qui souffre de problèmes techniques et notamment de longueurs pendant les chargements; et le spin-off Battles of Prince of Persia. De nouveau développé par Ubisoft Montréal, il s'agit d'un jeu tactique au tour par tour utilisant des cartes à jouer, qui reçoit un accueil mitigé. En 2006 sortent les compilations Prince of Persia Triple Pack pour PC et Prince of Persia Trilogy pour PS3, regroupant les trois épisodes en HD. En avril 2007 Ubisoft sort les portages de les Deux Royaumes sur Wii et PSP sous le titre de Prince of Persia: Rival Swords. Une fois de plus, la mouture PSP souffre de gros ralentissements et de longs chargements qui gâchent le plaisir de jeu. La version Wii est mieux accueillie par la critique; la maniabilité à la Wiimote et au Nunchuk, très correcte, apporte une nouveauté au jeu; le titre trouve sa place dans la ludothèque de la Wii, pauvre dans le genre action/plate-forme. Mais, malgré l'année et demi passée et la puissance accrue de la machine, le développeur n'améliore pas la réalisation du jeu, et ce bien que le jeu soit vendu au prix d'une nouveauté,.
En juin 2009 le créateur de la série, Jordan Mechner, déposait Prince of Persia : Les Sables oubliés qui a été officiellement annoncé par Ubisoft, un mois plus tard, comme étant un nouvel opus dans la série des Sables du Temps marquant un retour au scénario de la trilogie. Le jeu est annoncé pour mai 2010 sur consoles et juin 2010 sur PC comme l'a annoncé Niels Bogdan.

### Une nouvelle direction (2008-2009)
Dès 2005, Ubisoft Montréal prépare un nouveau jeu à la série pour les consoles de septième génération. Le jeu est produit par Bertrand Helias et Ben Mattes; Yannis Mallat ne participe plus au développement, mais Jean-Christophe Guyot s'occupe une nouvelle fois de la création (creative director). Les développeurs cherchent clairement à apporter un renouveau à la série. Dans un premier temps par l'aspect graphique, le jeu est entièrement en cel-shading et propose une large palette de couleurs vives, ce qui tranche avec les épisodes précédents. D'autre part au niveau du gameplay, le jeu se déroule principalement dans un espace ouvert (les phases en intérieur sont rares), les ennemis sont moins nombreux et leur affrontements bénéficient d'une importante mise en scène, et plusieurs systèmes permettent de reprendre immédiatement le jeu après un échec, annulant presque entièrement le game over; même si nombre de mouvements ont été repris depuis la trilogie précédente. Le nouvel épisode s'intitule simplement Prince of Persia et parait en décembre 2008 sur PlayStation 3, Xbox 360 et PC. Afin de simplifier les discussions, la communauté le désigne comme "Prince of Persia 2008" ou, plus rarement, "Prince of Persia Prodigy". La critique est globalement bonne même si plusieurs choses déplaisent : le style graphique est fortement salué, mais la moindre importance du scénario, ainsi que les nouvelles orientations du gameplay convainquent peu souvent; celui-ci est jugé trop simplifié (surtout au niveau de l'assistance),. Il s'agit d'un projet important pour Ubisoft qui organise beaucoup de communication autour, la société projette des ventes de 2,5 à 3 millions d'exemplaires, voire 4 ou 5 en cas de vraie réussite, mais le jeu se vend à 2,2 millions d'unités, ce qui constitue une certaine déception pour le groupe, même s'il s'agit de bons chiffres sur une période où la concurrence est forte. Les ventes sont bien réparties entre l'Amérique du Nord et l'Europe, mais les ventes japonaises restent toujours très faibles.
En cette fin d'année 2008-début d'année 2009, Ubisoft distribue d'autres jeux pour soutenir la licence Prince of Persia. Le studio Ubisoft Casablanca a été chargé de développer Prince of Persia: The Fallen King (nommé simplement Prince of Persia en France), un jeu original pour Nintendo DS. Il s'agit d'un jeu de plate-forme à défilement qui reprend la direction artistique du jeu sur console de salon. Le gameplay est basé sur les contrôles tout au stylet et la complémentarité entre les deux héros. Le jeu sort pour les fêtes de fin d'année en Europe et en Amérique du Nord et est peu convaincant selon la critique,.
D'autre part, en février 2009, une extension nommée Prince of Persia: Epilogue est distribuée en téléchargement pour les versions sur consoles de salon. Cette extension sous forme de contenu supplémentaire dématérialisé est une première pour la série, elle ajoute une zone supplémentaire avec un scénario s'incorporant au jeu, des bonus de gameplay mineurs et propose une difficulté plus élevée. Plusieurs commentateurs présument que la série Prince of Persia suivra la direction artistique et ludique de Prince of Persia (2008) dans les années à venir, avec la sortie d'une autre extension ou d'autres suites en vue de développer un nouveau cycle de la série,.

### Un retour aux sources (2023-2024)
Prince of Persia: The Lost Crown est un metroidvania qui mêle des mécaniques d'un jeu d'action-aventure, de plates-formes et d'éleménts de puzzle, . Le joueur contrôle un guerrier qu'il déplace en respectant le défilement horizontal des niveaux dans des environnements en 2,5D, ce qui est considéré comme un retour aux sources du premier opus sorti en 1989.
Prince of Persia: The Lost Crown est développé par le studio montpelliérain interne à Ubisoft et réalisé par Mounir Radi. En juin 2023, le jeu est dévoilé grâce à une bande-annonce et des illustrations lors de l'ouverture du Summer Game Fest, . Au cours d'une conférence organisée par Ubisoft, une autre bande-annonce évoque le gameplay du jeu. En novembre 2023, une démo du jeu est jouable pendant la Paris Games Week. En décembre 2023, Prince of Persia: The Lost Crown est présenté aux cours des Game Awards par le biais d'une nouvelle bande-annonce centrée sur l'histoire du jeu tandis qu'une autre démo est prévue pour le 11 janvier 2024. Le jeu sort en janvier 2024 sur Windows, PlayStation 4, PlayStation 5, Xbox One, Xbox Series, Nintendo Switch et Amazon Luna.

## Liste des jeux
| 1989    | Prince of Persia                  |
| 1990    |                                   |
| 1991    |                                   |
| 1992    |                                   |
| 1993    | The Shadow and the Flame          |
| 1994    |                                   |
| 1995    |                                   |
| 1996    |                                   |
| 1997    |                                   |
| 1998    |                                   |
| 1999    | Prince of Persia 3D               |
| 2000    |                                   |
| 2001    |                                   |
| 2002    |                                   |
| 2003    | Les Sables du Temps               |
| 2004    | L'Âme du guerrier                 |
| 2005    | Les Deux Royaumes                 |
| 2005    | Battles of Prince of Persia       |
| 2006    |                                   |
| 2007    | Classic                           |
| 2008    | Prince of Persia                  |
| 2008    | The Fallen King                   |
| 2009    |                                   |
| 2010    | Les Sables oubliés                |
| 2011    |                                   |
| 2012    |                                   |
| 2013    | The Shadow and the Flame (remake) |
| 2014    |                                   |
| 2015    |                                   |
| 2016    |                                   |
| 2017    |                                   |
| 2018    |                                   |
| 2019    |                                   |
| 2020    |                                   |
| 2021    |                                   |
| 2022    |                                   |
| 2023    |                                   |
| 2024    | The Lost Crown                    |
| 2024    | The Rogue Prince of Persia        |
| À venir | Les Sables du Temps Remake        |

- 1989 : Prince of Persia inaugure la série sur Apple II ;
  - 1990 : portage sur Amstrad CPC, Amiga, Atari ST, FM Towns, PC-98 et DOS/Compatible PC ;
  - 1991 : portage sur PC-Engine (Super CD-ROM²) et Sharp X68000;
  - 1992 : portage sur Macintosh, Master System, Mega-CD, NES, Game Boy, Game Gear et Super Nintendo ;
  - 1993 : portage sur Mega Drive ;
  - 1995 : portage sur ZX Spectrum (128 K) ;
  - 1999 : portage sur Game Boy Color ;
  - 2003 : Prince of Persia: Harem Adventures, portage sur téléphone mobile[44] ;
  - 2007 : Prince of Persia Classic remake en 3D sorti sur le Xbox Live Arcade et téléphone mobile[45] ;
  - 2008 : réédition sur le PlayStation Store.
- 1993 : Prince of Persia 2: The Shadow and the Flame sorti sur Macintosh et DOS ;
  - 1996 : portage sur Super Nintendo ;
  - 2013 : ressorti sur tablette Androïd et iOS.
- 1999 : Prince of Persia 3D, sorti sur Microsoft Windows ;
  - 2000 : Prince of Persia: Arabian Nights, portage sur Dreamcast.
- 2003 : Prince of Persia : Les Sables du Temps[46], sorti sur Microsoft Windows, PlayStation 2, GameCube, Xbox, Game Boy Advance et téléphone mobile.
- 2004 : Prince of Persia : L'Âme du guerrier, sorti sur Microsoft Windows, PlayStation 2, GameCube, Xbox et téléphone mobile ;
  - 2005 : Prince of Persia: Revelations, portage sur PlayStation Portable.
- 2005 : Prince of Persia : Les Deux Royaumes, sorti sur Microsoft Windows, PlayStation 2, GameCube, Xbox et téléphone mobile ;
  - 2007 : Prince of Persia: Rival Swords, portage sur Wii et PlayStation Portable.
- 2005 : Battles of Prince of Persia, sorti sur Nintendo DS.
- 2008 : Prince of Persia, sorti sur Microsoft Windows, PlayStation 3, Xbox 360 et téléphone mobile. NB : sortie également de Prince of Persia: The Graphic Novel, un roman graphique (bande dessinée) ;
  - 2009 : Prince of Persia: Epilogue, extension sortie sur le PlayStation Store et le Xbox Live Arcade.
- 2008 : Prince of Persia: The Fallen King, sorti sur Nintendo DS.
- 2010 : Prince of Persia : Les Sables oubliés, sur Microsoft Windows, PlayStation 3, Xbox 360, PlayStation Portable, Nintendo DS et Wii.
- 2018 : Prince of Persia Escape, Android.
- 2024 : Prince of Persia: The Lost Crown, sur Windows, PlayStation 4, Xbox One, PlayStation 5, Xbox Series, Nintendo Switch, Amazon Luna.
- 2024 (accès anticipé) : The Rogue Prince of Persia, sur Windows.
- À venir : Prince of Persia : Les Sables du Temps Remake (prévu pour 2026).

## Dans d'autres médias
En 2008 est sorti un roman graphique, intitulé Prince of Persia: The Graphic Novel.
En 2010 est sorti le film Prince of Persia : Les Sables du temps, adapté du jeu homonyme Prince of Persia : Les Sables du temps. La même année est publié dans plusieurs pays, par Disney Publishing Worldwide "Prince of Persia: The Sands of Time: The Graphic Novel".